# Abia Warriors Football Club
Maillots
L'Abia Warriors FC est un club nigérian de football basé à Umuahia.
Il évolue en première division du championnat nigérian depuis 2014.